# TruTV

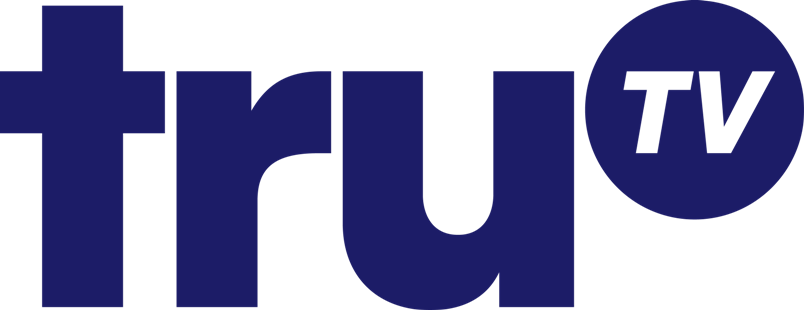
TRuTV logo

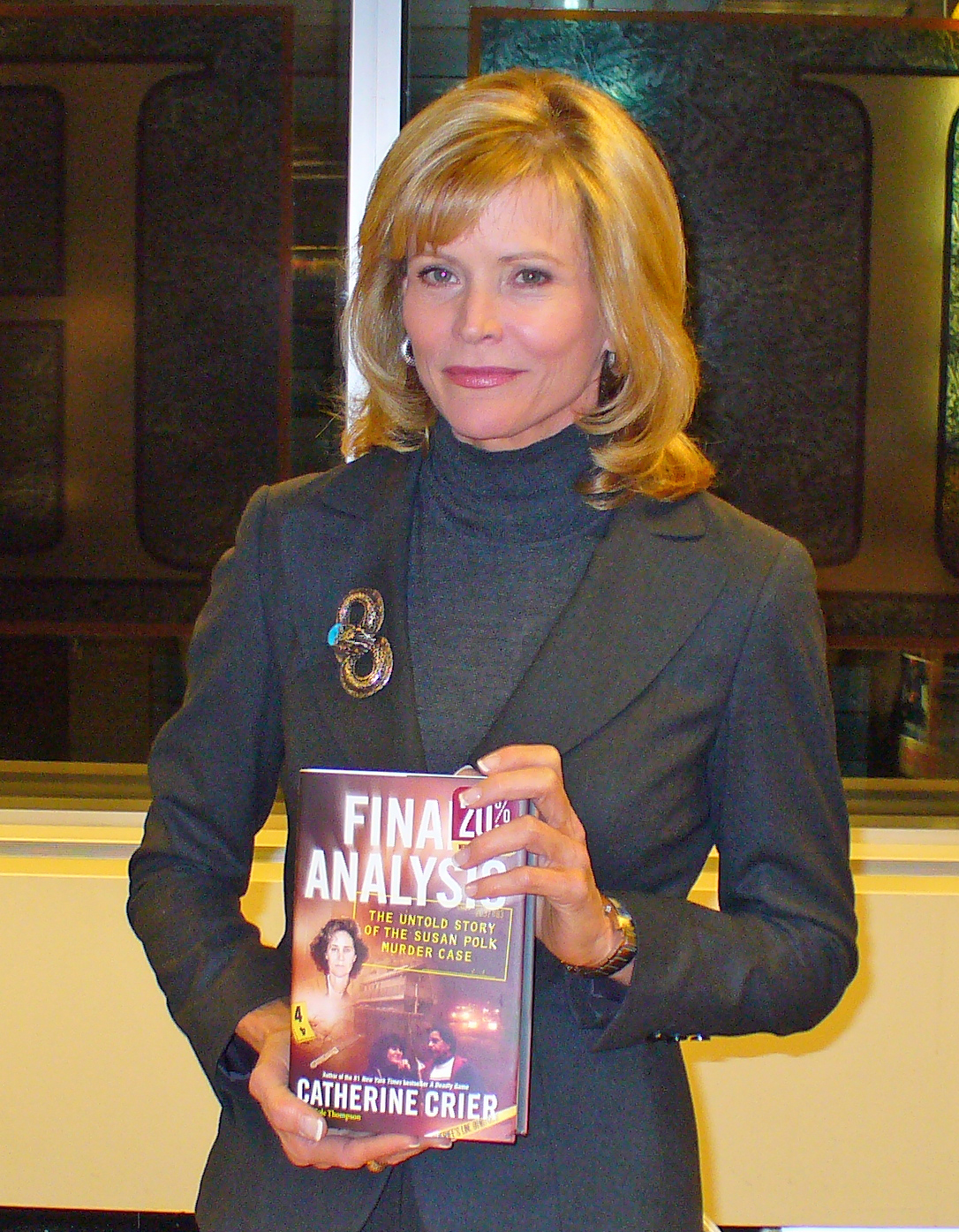
Catherine Crier

TruTV (vroeger Court TV) is een Amerikaans kabeltelevisienetwork van Warner Bros. Discovery en Liberty Media, dat zich geheel bezighoudt met rechtszaken, rechtspleging en politiewerk.
Er zijn programma's zoals Cops en Forensic files die zich bezighouden met resp. het dagelijks werk van de politie op straat en met het forensisch opsporen van daders van bijvoorbeeld moorden. Er zijn echter ook programma's als Closing arguments onder leiding van Catherine Crier, een soort praatprogramma waarin Crier met haar gasten praat over nieuws en actualiteit in de wereld van de rechtspleging.
In 2006 kocht WarnerMedia Liberty Media uit door overname van de 50% aandelen die het andere mediaconglomeraat controleerde.